# Мітрідат Пергамський
Мітрідат Пергамський (*Mithridates, д/н —46 до н. е.) — політичний та військовий діяч часів еллінізму, цар Боспору у 47-46 до н. е. (як Мітрідат II) та Колхіди (Мітрідат III).

## Життєпис
Походив з роду впливових галатів. Син Менодота з роду галатських тетрархів, та Адобогіони, наложниці Мітрідата VI, царя Понту. Виховувався при дворі останнього. У 59 до н. е. з'являється у Римі. В цей час затоваришував з Гаєм Юлієм Цезарем.
Під час громадської війни 49-45 років до н. е. надав Цезарю значну фінансову підтримку.
У 48 до н. е. у Малій Азії та Юдеї зібрав потужне військо, з яким рушив на допомогу Цезарю, який тримав облогу в Олександрії Єгипетській. У 47 до н. е. брав участь у вирішальній битві римлян проти Птолемея XIII.
Того ж року Мітрідат Пергамський був у складі військ Гая Цезаря в поході проти Фарнака II, царя Понту. Звитяжив у битві при Зелі. Після цього призначається царем Боспору і Колхіди та тетрархом галатського племені трокміїв. Втім у 46 до н. е. зазнав поразки від Асандра (чоловіка Динамії, доньки Фарнака II) й невдовзі загинув.